# Vladimir Vladimirovich Putin
Vladimir Vladimirovich Putin (tiếng Nga: Владимир Владимирович Путин, đã Latinh hoá: Vladimir Vladimirovich Putin IPA: [vɫɐˈdʲimʲɪr vɫɐˈdʲimʲɪrəvʲɪtɕ ˈputʲɪn] ⓘ; phiên âm tiếng Việt: Vla-đi-mia Vla-đi-mia-rô-vích Pu-chin; sinh ngày 7 tháng 10 năm 1952), là một chính trị gia người Nga và là cựu Thủ tướng của Liên bang Nga, là Tổng thống thứ hai của Nga từ ngày 7 tháng 5 năm 2000 cho đến ngày 7 tháng 5 năm 2008 và là Tổng thống thứ tư của Nga từ ngày 7 tháng 5 năm 2012 cho đến nay. Ông đảm nhiệm chức vụ này theo hiến pháp từ ngày 31 tháng 12 năm 1999 sau khi cựu tổng thống Boris Nikolayevich Yeltsin từ chức.
Putin là nhà lãnh đạo Nga giành được sự ủng hộ lớn nhất của người dân kể từ sau sự tan rã của Liên Xô. Putin được những người ủng hộ khen ngợi vì đã phục hồi sức mạnh của nước Nga sau những năm hỗn loạn của Boris Yeltsin. Về văn hóa – xã hội, ông Putin đề xướng các bộ luật cấm mọi hình thức tuyên truyền về đồng tính luyến ái và hôn nhân đồng tính., cấm phẫu thuật chuyển giới đối với những người không bị dị tật bẩm sinh về giới tính Ông Putin cho rằng các bộ luật này sẽ bảo vệ văn hóa và các giá trị truyền thống của nước Nga, tránh sự phá hủy nền tảng đạo đức gia đình do sự xâm nhập tư tưởng phương Tây, và ngăn chặn nguy cơ già hóa dân số đối với đất nước.
Về kinh tế, trong 2 nhiệm kỳ đầu của Putin, nền kinh tế Nga đã thoát khỏi khủng hoảng với GDP tăng gấp sáu lần (72% theo PPP). Ông cũng phản bác nhiều vụ tuyên truyền chống phá nước Nga và loại bỏ những đầu sỏ tài phiệt từng lũng đoạn chính trường Nga trong thập niên 1990. Trong khi đó, những người phản đối Putin lại mô tả ông là một nhà độc tài và lạm dụng quyền lực. Một số nhà hoạt động, các tổ chức nhân quyền và một số nhà bình luận phương Tây đã "bày tỏ lo ngại" về tình trạng dân chủ, tự do báo chí và nhân quyền tại Nga, họ cáo buộc Putin đã "vi phạm nhân quyền", đàn áp các cuộc phản đối dân sự cũng như ra lệnh ám sát các đối thủ chính trị của ông. Putin đã bác bỏ các cáo buộc nói trên, ông cũng cho rằng nước phương Tây đang tỏ ra "đạo đức giả" khi họ luôn thuyết giảng nước Nga về dân chủ, nhân quyền nhưng lại liên tục "bất chấp luật pháp quốc tế" và "đem quân xâm lược các nước khác". Các quan chức của chính phủ Hoa Kỳ buộc tội ông đưa ra một chương trình can thiệp chống lại Hillary Clinton và ủng hộ Donald Trump trong cuộc bầu cử tổng thống Hoa Kỳ năm 2016, điều mà Putin đã thường xuyên phủ nhận.
Năm 2007, ông Putin được tạp chí Time chọn làm Nhân vật của năm. Năm 2015, Putin đứng đầu trong danh sách 100 người có sức ảnh hưởng nhất thế giới cũng của tạp chí này. Tạp chí Forbes đã bầu chọn Putin là người quyền lực nhất thế giới trong 4 năm liên tiếp kể từ năm 2013 đến năm 2016.

## Cuộc đời và sự nghiệp

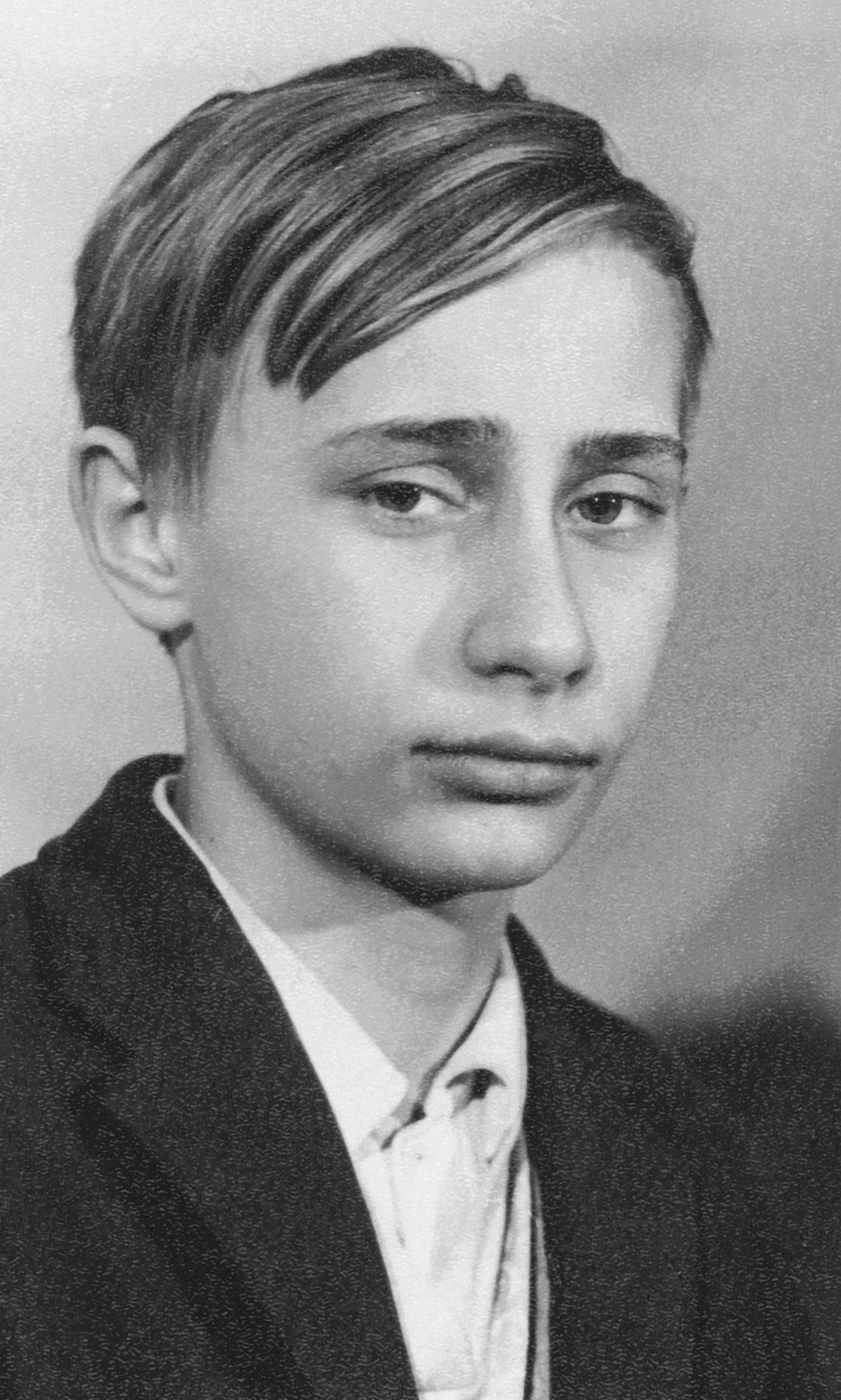
Vladimir Vladimirovich Putin thời niên thiếu

Putin sinh tại Leningrad (St. Petersburg từ 1991 và trước 1914). Cuốn tiểu sử của ông, Ot Pervogo Litsa, dịch sang tiếng Anh dưới tiêu đề First Person (Người đầu tiên, tựa Việt: Nhân vật số một, Firstnews Trí Việt) dựa trên các cuộc phỏng vấn được thực hiện với Putin năm 2000 và lấy chi phí từ chiến dịch tranh cử của ông. Cuốn sách nói về xuất thân bình dân của vị tổng thống, gồm cả những năm đầu tiên cuộc đời trong một căn hộ chung cư cũ kỹ nhỏ bé được nhà máy của bố Putin phân. Theo tiểu sử, thời tuổi trẻ ông rất thích theo dõi các âm mưu trong các bộ phim trinh thám của Điện ảnh Xô viết do các diễn viên như Vyacheslav Vasilyevich Tikhonov và Georgiy Stepanovich Zhzhonov thủ vai.
Cũng trong cuốn sách này, Putin nói rằng ông nội ông, bếp trưởng Spiridon Putin, đã được đưa tới các khu ngoại ô Moskva nấu ăn trong một trong những căn nhà nông thôn (dacha) của Joseph Stalin. Trong cuốn sách The Court of the Red Tsar (Triều đình của Sa hoàng Đỏ) của Simon Sebag Montefiore có một chú thích tại trang 300 ghi rằng Putin đã nói ông nội mình ít khi đề cập tới công việc, nhưng ông đã kể lại việc chuẩn bị các bữa ăn cho Grigori Yefimovich Rasputin khi ông này còn là một cậu bé và cả Lenin. Mẹ ông, Maria Ivanovna Shelomova, là công nhân trong nhà máy và cha ông làm việc trong lực lượng hải quân, tại hạm đội tàu ngầm đầu thập niên 1930. Cha ông sau này chuyển sang lực lượng bộ binh trong Chiến tranh thế giới thứ hai. Hai người anh của ông ra đời giữa thập niên 1930; một người chết vài tháng sau khi sinh; người thứ hai chết vì bệnh bạch hầu trong thời gian phong tỏa Leningrad.
Putin tốt nghiệp Ban quốc tế Khoa luật Đại học Quốc gia St. Petersburg năm 1975 và được tuyển dụng vào KGB. Trong cuốn First Person, Putin đã kể lại với các nhà báo về những nhiệm vụ đầu tiên của mình trong KGB, gồm cả những hoạt động đàn áp đối lập tại Leningrad.
Từ 1985 đến 1990 KGB chuyển Putin sang làm việc tại Dresden, Đông Đức, ở vị trí mà ông cho là hạng thấp. Sau khi chế độ Đông Đức sụp đổ, Putin được gọi về Liên bang Xô Viết và quay trở lại Leningrad, nơi vào tháng 6 năm 1990 ông được trao một chức vụ tại ban Quan hệ quốc tế của Đại học Quốc gia Leningrad, trực tiếp dưới quyền hiệu phó. Tháng 6 năm 1991, ông được chỉ định làm lãnh đạo Ủy ban quốc tế trong văn phòng thị trưởng St. Petersburg, với trách nhiệm tăng cường quan hệ quốc tế và đầu tư nước ngoài.
Putin đã chính thức thôi chức vụ bên trong ngành an ninh quốc gia ngày 20 tháng 8 năm 1991, khi KGB ủng hộ cuộc đảo chính sớm thất bại chống lại Tổng thống Liên Xô Mikhail Sergeyevich Gorbachyov. Năm 1994 ông trở thành Phó chủ tịch thứ nhất thành phố St. Petersburg dưới quyền Anatoly Sobchak, vị trí ông giữ cho tới tận khi được gọi tới Moskva, tháng 8 năm 1996, để nhận nhiều chức vụ cao cấp bên trong bộ máy chính quyền thứ hai của Boris Nikolayevich Yeltsin. Ông là lãnh đạo dân sự của Tổng cục An ninh Liên bang Nga FSB (cơ quan kế tục KGB) từ tháng 7 năm 1998 đến tháng 8 năm 1999, và giữ chức vụ Thư ký Ủy ban An ninh từ tháng 3 đến tháng 8 năm 1999.
Trong thập niên 1990, Putin được nhận bằng phó tiến sĩ kinh tế học tại học viện mỏ ở St. Petersburg (СПбГГУ). Bài luận văn của ông mang chủ đề "Hoạch định chiến lược các nguồn tài nguyên vùng trong bối cảnh thành lập các mối quan hệ thị trường".
Tháng 8 năm 1999, Yeltsin đã bổ nhiệm Putin làm thủ tướng Nga thay thế cho người tiền nhiệm Sergei Stepashin. Ngay sau đó Putin đã nhanh chóng trở nên thu hút ở Nga nhờ cuộc xung đột Nga-Chechnya tháng 9 năm 1999 để đáp trả lại Cuộc chiến tranh ở Dagestan và Vụ ném bom nhà ở của người Nga. Sau chiến dịch này các đảng phái hậu thuẫn Putin đã giành được sự ủng hộ vững chắc trong cuộc bầu cử nghị viện 1999. Đến cuối năm 1999 trước sức ép quá lớn từ các nhà lãnh đạo cũng như người dân Nga, Yeltsin đã quyết định từ chức và Putin trở thành tổng thống lâm thời. Trong cuộc bầu cử vào tháng 3 năm 2000, ông đứng đầu trong mười ứng cử viên và trở thành tổng thống thứ hai của Liên bang Nga thời kỳ hậu Xô viết.
Do giới hạn hiến pháp (không làm quá 2 nhiệm kỳ Tổng thống Nga liên tục), Putin không thể kéo dài thời gian lãnh đạo sang nhiệm kỳ thứ 3. Sau sự thành công của người kế nhiệm của ông, Dmitry Medvedev, trong cuộc Bầu cử tổng thống Nga, 2008, ông được Medvedev đề cử vào chiếc ghế Thủ tướng Nga và chính thức nhậm chức vào ngày 8 tháng 5 năm 2008. Năm 2012, ông tiếp tục tranh cử Tổng thống, và đắc cử nhiệm kỳ thứ 3 với 63% số phiếu cử tri. Năm 2018, Putin giành được 77% phiếu bầu tổng thống vào kỳ bầu cử tháng 3 năm 2018, đồng nghĩa với việc ông sẽ tiếp tục đảm nhiệm chức vụ Tổng thống Nga trong nhiệm kỳ sáu năm sẽ kết thúc vào năm 2024.

### Chức vụ Thủ tướng và nhiệm kỳ Tổng thống đầu tiên
Putin được Tổng thống Yeltsin chỉ định làm chủ tịch (predsedatel, hay thủ tướng) Chính phủ Liên bang Nga vào tháng 8 năm 1999, khiến ông trở thành thủ tướng thứ năm của nước Nga trong khoảng thời gian chưa đầy mười tám tháng. Khi được chỉ định, rất ít người tin rằng Putin, một khuôn mặt rõ ràng ít tiếng tăm, có thể giữ ghế lâu hơn so với những người tiền nhiệm. Những đối thủ chính và có thể là người kế nhiệm của Yeltsin như Thị trưởng Moskva Yuriy Mikhaylovich Luzhkov và cựu Thủ tướng Nga Yevgeniy Maksimovich Primakov đã tiến hành các chiến dịch vận động nhằm thay thế vị tổng thống già yếu, đã có phản ứng mạnh mẽ nhằm ngăn cản Putin xuất hiện với tư cách một đối thủ tiềm năng. Hình ảnh một nhân viên ngành an ninh tiếp cận và xử lý vấn đề khủng hoảng Chechnya (xem bên dưới) một cách cứng rắn của Putin đã nhanh chóng lôi cuốn sự ủng hộ của dân chúng, cho phép ông dần vượt xa các đối thủ. Trong khi chính thức không liên kết với một đảng nào, Putin lại nhận được sự ủng hộ của phe Edinstvo (thống nhất) mới thành lập và hiện chiếm đa số trong cuộc bầu cử Duma tháng 12 năm 1999. Putin được tái chỉ định làm Thủ tướng chính phủ và dường như đang ở vị trí thuận lợi nhất cho cuộc bầu cử tổng thống trong mùa hè sau đó. Quá trình thăng tiến của ông tới chức vụ cao nhất nước Nga thậm chí còn nhanh chóng hơn: ngày 31 tháng 12 năm 1999, Yeltsin bất ngờ từ chức, và theo hiến pháp, Putin được chỉ định làm tổng thống (tạm quyền), trở thành vị tổng thống thứ hai của nhà nước Liên bang Nga. Cuộc bầu cử tổng thống được tổ chức ngày 26 tháng 3 năm 2000, trong đó Putin đã thắng cử ngay từ vòng đầu tiên. Sau này Putin đã trao cho vị cựu tổng thống và gia đình của ông quyền hoàn toàn miễn trừ truy tố (thông qua nghị định tổng thống). Ngay trước đó, Yeltsin và gia đình mình đang bị các cơ quan chức năng Nga và Thụy Sĩ đặt nghi vấn về các trách nhiệm liên quan tới những vụ chuyển tiền bất hợp pháp.
Sau nhiều năm bê bối, thay đổi chính sách liên tục và khủng hoảng kinh tế khiến dân chúng bất mãn với Yeltsin - vị tổng thống già cả, vụng về và ốm yếu - thì việc Putin thắng cử và lên nhậm chức đã đánh dấu một bước khởi đầu mới cho nước Nga trong giai đoạn lịch sử hậu Xô viết. Tuy nhiên, việc vị tổng thống mới được thắng cử không tránh khỏi những biện pháp ảnh hưởng hậu trường không nhỏ do nhóm ủng hộ Yeltsin tiến hành, họ đã lựa chọn và ủng hộ Putin nhằm bảo vệ quyền lực riêng cũng như giữ vững các quyền lợi ưu tiên của mình. Khi bộ máy chính phủ mới của Putin hình thành, các bộ mặt nhiều ảnh hưởng cũ thời Yeltsin – gồm cả Lãnh đạo Nhân sự Aleksandr Staliyevich Voloshin và Thủ tướng Mikhail Mikhailovitch Kasyanov – vẫn giữ được nhiều quyền kiểm soát đối với các chính sách và sự chỉ đạo của chính phủ mới. Mặt khác, Putin cũng được hậu thuẫn bởi một nhóm các nhà cải cách kinh tế từ quê hương Sankt-Peterburg của ông, và có thể tin cậy cũng như có được ủng hộ từ siloviki. (Nhóm này được gọi là những thành viên vẫn giữ nhiều quyền lực bên trong các cơ quan an ninh Nga, họ tự coi mình là những người bảo vệ quyền lợi quốc gia khỏi các chính trị gia và các quan chức tham lam, và thường được cung cấp đầy đủ thông tin về mọi mặt đời sống kinh tế, chính trị Nga.) Sự đấu tranh – và hợp tác – giữa nhiều nhóm đó là đặc trưng lớn nhất của nhiệm ký thứ nhất của Tổng thống Putin.
Ngay khi trúng cử, Putin đã đưa ra nhiều biện pháp nhằm tái lập quyền lực tuyệt đối của Kremlin đối với đời sống chính trị Nga. Thời Yeltsin, 89 vùng lãnh thổ chính trị cấp dưới liên bang ở nước Nga (các nước cộng hoà, vùng, krai, Moskva và Sankt-Peterburg) đều được trao những quyền tự trị rất lớn. Trong khi hành động cải cách triệt để này có mục tiêu nhằm giúp cho các thủ đoạn chính trị của Yeltsin trong giai đoạn đầu thập niên 1990, nó cũng dẫn tới tình trạng phá vỡ các quy tắc liên bang và góp phần làm lớn mạnh các phong trào li khai, nổi tiếng nhất như tại Chechnya. Vì thế, một trong những đạo luật đầu tiên của Putin, nhằm tái lập lại cái mà ông gọi là "quyền lực theo chiều dọc" – nghĩa là quay trở lại với hệ thống liên bang từ trên xuống theo truyền thống. Trong hành động đầu tiên, Putin thông báo chỉ định bảy vị "đại diện toàn quyền" của tổng thống. Trong khi được coi là hành động thức hai nhằm phá vỡ kiểu nhà nước liên bang thời Yeltsin, vì nhiều lý do hệ thống đại diện toàn quyền đã mang lại một số thành công. Một hành động khác còn mang ý nghĩa quan trọng hơn, Putin cũng đã tiến hành cải cách triệt để hệ thống Thượng viện Nga, Ủy ban Liên bang. Putin và bộ máy của mình trực tiếp đối đầu với nhiều vị Thống đốc bất tuân bị buộc tội tham nhũng, dù không phải lúc nào cũng là người chiến thắng.
Những tháng đầu tiên trong nhiệm kỳ tổng thống thứ nhất của Putin được đánh dấu bằng sự dàn xếp quan hệ với các nhóm tài chính-công nghiệp lớn, mà các nguồn tài chính cũng như các đế chế truyền thông của họ từng là những vũ khí quan trọng trong cuộc chiến tranh chính trị xảy ra trong nước những năm trước đó. Các thành viên chủ chốt trong bộ máy cũ của Yeltsin – thường được gọi thông tục là "the Family" (Gia đình) – do Vladimir Aleksandrovich Gusinsky, người từng ủng hộ bộ đôi Primakov/Luzhkov cầm đầu. Trong vòng một năm từ khi Putin lên nắm quyền, Gusinsky từ lúc là một kẻ có ảnh hưởng trở thành người bị giam vào tù. Thành tích ấn tượng nhất của Putin trong nhiệm kỳ tổng thống thứ nhất là ngay khi vừa lên cầm quyền ông đã vực dậy nền kinh tế Nga từ chỗ suy thoái nhiều năm liền chuyển sang tăng trưởng. Nước Nga bắt đầu hồi sinh dưới sự lãnh đạo của Putin.
Cuộc khủng hoảng lớn nhất Putin phải đối mặt trên cương vị tổng thống xảy ra tháng 8 năm 2000, khi chiếc tàu ngầm nguyên tử Nga Kursk đắm ngoài khơi bán đảo Kola, làm thiệt mạng 118 thủy thủ trên tàu. Rất nhiều người thuộc đủ mọi tầng lớp trong xã hội Nga tức giận với sự thất bại của chính phủ và quân đội trong việc cung cấp những thông tin đáng tin cậy về mức độ và sự chắc chắn của thảm họa trong những ngày đầu tiên. Sau nhiều ngày để dân chúng tức giận và ngày càng hoang mang, Putin cắt ngắn kì nghỉ của mình, quay trở lại Moskva nhận trách nhiệm trực tiếp giải quyết cuộc khủng hoảng. Cho tới khi chiếc tàu ngầm được kéo lên, ủy ban điều tra của chính phủ về vụ tai nạn này đã đưa ra rất nhiều giả thuyết về nguyên nhân, gồm cả việc va chạm với tàu ngầm của NATO (một giả thuyết không bao giờ được các bằng chứng ủng hộ và bị các nước thuộc liên minh bác bỏ). Tuy Putin bị chỉ trích trên các phương tiện thông tin đại chúng Nga vì sự bất lực của mình trong những giai đoạn đầu cuộc khủng hoảng, nhưng nó không để lại những hậu quả lâu dài đối với hình ảnh ông trong lòng nhân dân.
Putin không ủng hộ việc xóa bỏ quá khứ Liên bang Xô viết ra khỏi lịch sử nước Nga — vốn là chính sách trước kia của Yeltsin nhằm mục đích chính là đối phó với các đối thủ của Đảng Cộng sản Nga. Ông đã miêu tả niềm tin của mình rằng Liên Xô trước kia là một phần quan trọng trong lịch sử Nga và những di sản của Liên Xô có một ảnh hưởng lớn trên việc hình thành xã hội Nga hiện đại. Vì thế, Putin đã đưa một số biểu tượng thời Xô viết đã quay trở lại nước Nga, như lá cờ đỏ của Hồng quân, tiêu ngữ "Ngôi sao Xô Viết", và Quốc ca Liên Xô (được sửa chữa lời nhưng giữ nguyên nền nhạc) – tất cả những thứ đó đã tạo được ấn tượng tốt với đa số dân chúng Nga. Trả lời những người chỉ trích các hành động đó, Putin đã đưa ra lý lẽ rằng ông là tổng thống của mọi người Nga - gồm cả những người về hưu đã mất mọi thứ cùng với sự chuyển tiếp thời hậu Xô viết, những người vẫn trung thành với những biểu tượng của quá khứ.
Đảng Nước Nga thống nhất ủng hộ Putin đã giành được một thắng lợi vô tiền khoáng hậu trong cuộc Bầu cử Nghị viện Nga 2003. Các nhà quan sát chính thức từ nước ngoài đã gọi đó là một cuộc bầu cử tự do nhưng ghi chú rằng các cơ quan truyền thông lớn do nhà nước kiểm soát, đặc biệt là Truyền hình quốc gia Nga, đã tiến hành các chiến dịch truyền thông rộng lớn và không công bằng dành riêng cho đảng cầm quyền. Quả vậy, đa số các đài truyền hình Nga hiện dưới quyền quản lý trực tiếp hay gián tiếp của Kremlin. Trong khi có số độc giả hạn chế hơn, các tờ báo hiện đa dạng hơn; một số tờ chỉ trích chính phủ Kremlin, trong khi số khác ủng hộ đường lối chính phủ. Một trong hai tờ báo thương mại chính chính, Kommersant, do Boris Abramovich Berezovsky trực tiếp kiểm soát, trong khi tờ kia – tờ Vedomosti vốn được độc giả rất tin tưởng – thuộc sự đồng sở hữu của hai tờ Financial Times và Wall Street Journal.
Những lời chỉ trích trong nước và quốc tế buộc tội Putin đã đạo diễn các phiên tòa xử các nhân vật đầu sỏ chính trị như Boris Abramovich Berezovsky, Vladimir Aleksandrovich Gusinsky, và sau này là Mikhail Borisovich Khodorkovsky như một phần trong nỗ lực của Kremlin nhằm kiểm soát toàn bộ phương tiện truyền thông Nga và các lĩnh vực quan trọng trong nền kinh tế Nga. Về phần mình, chính quyền của Putin đã đưa ra lập luận rằng những hành động của họ chống lại các nhân vật đầu sỏ trên dựa trên tinh thần pháp luật và nhằm kìm chế cũng như hủy bỏ những vấn đề xung đột nghiêm trọng trong nền kinh tế Nga sau nhiều năm có được đặc quyền đặc lợi.
Ngày 24 tháng 2 năm 2004, chưa tới một tháng trước cuộc bầu cử, Putin đã cách chức Thủ tướng Kasyanov và toàn bộ chính phủ Nga và chỉ định Viktor Borisovich Khristenko làm quyền thủ tướng. Ngày 1 tháng 3, ông chỉ định Mikhail Yefimovich Fradkov vào vị trí này.

### Nhiệm kỳ Tổng thống thứ hai
Ngày 14 tháng 3 năm 2004, Putin thắng cử nhiệm kỳ hai với 71 phần trăm số phiếu bầu. Một lần nữa các kênh truyền hình lại thực hiện một chiến dịch tuyên truyền một phía ủng hộ Putin, đa số chúng đều là các kênh do nhà nước sở hữu hay kiểm soát. Tuy nhiên, chiến dịch tranh cử và việc kiểm phiếu đều được các phái đoàn của Văn phòng vì các Thể chế Dân chủ và Nhân quyền thuộc Tổ chức An ninh và Hợp tác châu Âu tuyên bố là "tự do và công bằng".
Ngày 13 tháng 9 năm 2004, sau vụ Khủng hoảng con tin trường học tại Beslan, và những vụ tấn công hầu như đồng thời của những kẻ khủng bố Chechnya vào Moskva, Putin đã đưa ra một sáng kiến nhằm thay thế cuộc bầu cử các thống đốc vùng bằng một hệ thống theo đó họ sẽ được Tổng thống đề cử và được chấp nhận hay không bởi các cơ quan hành pháp địa phương. Những người phản đối sáng kiến này, gồm cả Mikhail Gorbachev, Boris Yeltsin, và Colin Powell, những người chỉ trích coi đó là một bước xa rời dân chủ ở Nga và quay lại với bộ máy tập trung trung ương thời kỳ Xô viết. Cùng ngày hôm đó, Putin đã công khai ủng hộ kế hoạch của Ủy ban Bầu cử Trung ương về việc bầu các đại biểu Duma dựa hoàn toàn trên sự giới thiệu từ các vùng, chấm dứt một nửa các cuộc bầu cử đại biểu tại các đơn vị chỉ bầu một người.
Ngày 25 tháng 4 năm 2005, Putin đã gây ra một số cuộc tranh luận, khi trong một bài phát biểu trước Quốc hội, được phát trên truyền hình quốc gia đã coi sự sụp đổ của Liên bang Xô viết như là "thảm họa địa chính trị lớn nhất thế kỷ." Lời nói này được phương Tây và một số nước xung quanh nhìn nhận với thái độ chỉ trích; sau này Putin đã nói rõ rằng ông không hẳn ca ngợi Liên bang Xô viết cũ mà chỉ muốn nhấn mạnh tới ảnh hưởng mạnh mẽ của sự sụp đổ này trên thế giới, đặc biệt với kinh tế và đời sống người dân từ các nước cộng hòa thuộc Liên Xô cũ  và sự dịch chuyển dân cư một phần gây ra từ tình cảm chống Nga tại nhiều nước cộng hòa đó. Trước năm 2005, ngày kỉ niệm Cách mạng tháng Mười 7/11 hàng năm là ngày nghỉ lễ trên toàn nước Nga. Kể từ năm 2005 ngày nghỉ lễ 7/11 tại Nga đã bị Putin bãi bỏ và chỉ còn là một ngày bình thường. Tuy nhiên vài năm sau ông lại khôi phục lễ kỷ niệm ngày này với tên khác là “Ngày vinh quang chiến đấu”.
Một trong những khía cạnh gây tranh luận nhiều nhất trong nhiệm kỳ thứ hai của Putin là việc truy tố người giàu nhất nước Nga, Mikhail Khodorkovsky, Chủ tịch công ty dầu mỏ Yukos. Trong khi đa phần phương tiện truyền thông quốc tế coi đó là hành động chống lại một người từng cung cấp tài chính cho các đối thủ chính trị của Kremlin, chính phủ Nga tuyên bố rằng Khodorkovsky trên thực tế đã thực hiện hành vi mua chuộc phần lớn đại biểu Hạ viện Nga, ngăn chặn việc đưa ra những sửa đổi về thuế nhằm kiếm lợi ích riêng. Chắc chắn rằng, những vụ tư nhân hóa trước đó, gồm cả việc tư nhân hoá Yukos, đều được coi là có sự gian dối (Yukos, được định giá 30 tỷ dollar năm 2004, từng được định giá bán cho Khodorkovsky chỉ có 110 triệu dollar), và giống như những nhóm chính trị đầu sỏ khác, cái tên Yukos-Menatep luôn gắn liền với những lời buộc tội có liên quan tới các tổ chức tội phạm. Những đầu sỏ tài phiệt khác, từng thiết lập được quan hệ tốt với Kremlin, như Roman Abramovich và Vladimir Potanin, không bị đặt vấn đề nghi vấn tài sản ở mức độ như vậy.
Khi nhiệm kỳ thứ 2 sắp kết thúc, nhiều người đã đề nghị sửa đổi Hiến pháp Nga để cho phép Putin ra tranh cử Tổng thống lần thứ 3. Tuy nhiên ông đã từ chối điều này và tuyên bố dù không ở cương vị tổng thống, ông vẫn muốn có ảnh hưởng đến tình hình chính trị của nước Nga. Trong cuộc bầu cử Duma năm 2007, Đảng Nước Nga Thống nhất (Единая Россия) do ông đứng đầu đã chiến thắng với 64,5% số phiếu ủng hộ, qua đó để ngỏ khả năng ông lên làm Thủ tướng hoặc Chủ tịch Duma. Ngày 10 tháng 12 năm 2007, Putin tuyên bố ủng hộ Phó thủ tướng Dmitry Medvedev trở thành người kế nhiệm mình. Ngay lập tức, Dmitry Medvedev đề nghị Putin trở thành thủ tướng nếu ông trúng cử Tổng thống. Ngày 17 tháng 12, Putin tuyên bố đồng ý nắm chức thủ tướng sau cuộc bầu cử năm tới.
Dù có nhiều thành tựu nhưng dưới thời Putin các chỉ số khả năng cạnh tranh và điều kiện kinh doanh chưa có nhiều cải thiện, tham nhũng lại gia tăng. Sự phát triển kinh tế hiện nay của nước Nga phần lớn là do giá dầu tăng nhiều hơn là do hiệu quả của các chính sách của Putin
Gần 10 năm thực hiện chính sách tái thiết nước Nga, Putin đã ổn định đáng kể tình hình đất nước, giúp cho xã hội quay lại hoài niệm về cường quốc Xô viết, đồng thời ông cũng công kích Mỹ và các nước phương Tây. Phương Tây thì cáo buộc ông kiểm soát chặt chẽ truyền thông và trấn áp những người đối lập.

### Nhiệm kỳ Tổng thống thứ ba

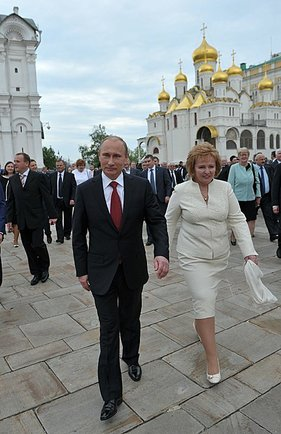
Tổng thống Nga Vladimir Putin cùng phu nhân là bà Lyudmila Putina

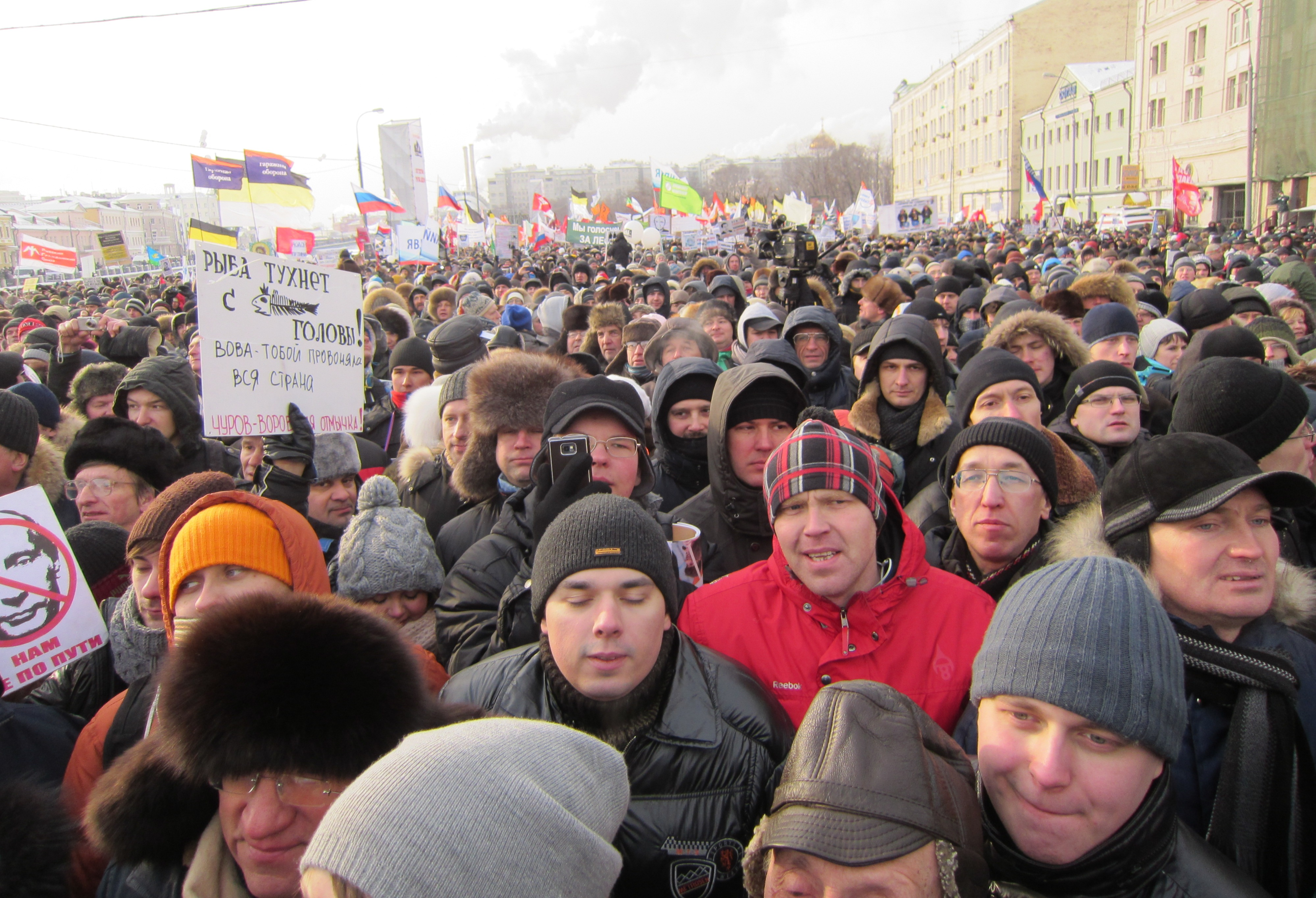
Biểu tình phản đối Putin trên đường phố Moscow vào tháng 2 năm 2012

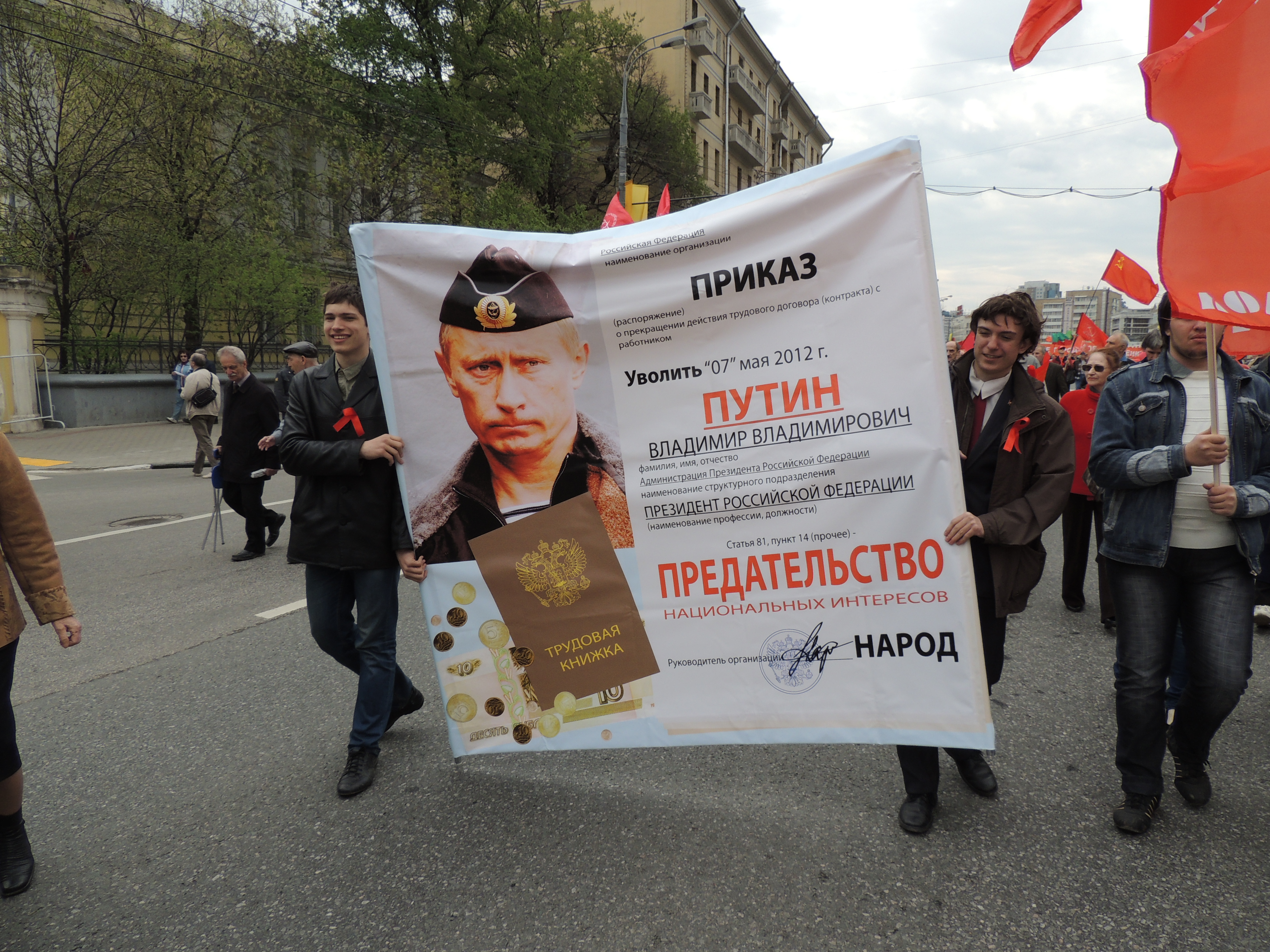
Những người cộng sản ở Nga biểu tình kêu gọi "cách chức Vladimir Putin" vì "phản bội lợi ích quốc gia"

Nước Nga đã phát triển bùng nổ trong hai nhiệm kỳ Tổng thống đầu tiên của Putin từ năm 2000 đến năm 2008 nhờ giá dầu và giá các mặt hàng xuất khẩu của nước này tăng cao trong giai đoạn này. Tăng trưởng trung bình hàng năm của Nga trong giai đoạn này lên tới mức 7% và Putin cam kết sẽ nhanh chóng đưa nền kinh tế Nga trở lại các mức tăng trưởng cao này sau khi Nga bị suy giảm tới 7,9% trong cuộc khủng hoảng kinh tế toàn cầu 2008-2009.
Bộ trưởng Kinh tế Nga Alexei Ulyukayev cảnh báo rằng nước Nga có nguy cơ đối mặt với tăng trưởng thấp do Điện Kremlin không thực hiện các cải cách trong khi giá dầu vẫn ở mức cao. Ulyukayev đã dự báo mức tăng trưởng GDP trung bình hàng năm của Nga chỉ khoảng từ 2,5% - 3,0% từ nay cho đến tận năm 2025. Khu vực dầu mỏ và khí đốt tự nhiên của Nga chiếm tới gần 25% tổng sản phẩm quốc nội (GDP) và khoảng 30% tổng thu nhập ngân sách quốc gia. Ngoài ra, bộ máy hành chính cồng kềnh, quan liêu ngày càng phình to và chi tiêu quốc gia thiếu hiệu quả cũng là những nhân tố cản trở tới mức tăng trưởng.
Vào ngày 4 tháng 3 năm 2012, Putin đắc cử Tổng thống Nga nhiệm kỳ thứ 3, với 63,6% số phiếu bầu. Phe đối lập với ông đã liên tục cáo buộc bầu cử bị gian lận. Nhiều cuộc biểu tình chống Putin đã diễn ra ngay trong và sau chiến dịch tranh cử tổng thống. Khoảng 20.000 người đã tụ tập tại Moscow vào ngày 6 tháng 5 để phản đối việc Putin nắm quyền tổng thống thêm một nhiệm kỳ nữa. Đã xảy ra đụng độ, khoảng 30 cảnh sát bị thương và hàng trăm người bị bắt. Một cuộc tập hợp của 130.000 người ủng hộ Putin cũng diễn ra khi ông phát biểu tại sân vận động Luzhniki ở Moscow, tuy vậy có những thông tin cho rằng một số người trong số đó là lao động do chủ cử đến, hoặc nhận tiền để đến, một số khác thì cho biết rằng họ tham gia vì lầm tưởng rằng đây là một lễ hội dân gian nào đó chứ không hề có ý tới để ủng hộ cho ông Putin
Vào năm 2014, quân đội Nga đã thực hiện một số cuộc xâm nhập trái phép vào lãnh thổ Ukraine. Sau cuộc biểu tình Euromaidan và sự sụp đổ của chính quyền Tổng thống Ukraine Viktor Yanukovych, lực lượng vũ trang đặc biệt của Nga đã nhanh chóng kiểm soát các vị trí chiến lược và cơ sở hạ tầng trong phạm vi lãnh thổ Ukraine của Crimea. Nga sau đó đã sáp nhập Crimea sau cuộc trưng cầu dân ý, khi mà người dân Crimea bỏ phiếu sáp nhập vùng lãnh thổ này vào Liên bang Nga. Sau đó, các cuộc biểu tình của các nhóm thân Nga ở vùng Donbass của Ukraine đã leo thang thành một cuộc xung đột vũ trang giữa chính phủ Ukraine và lực lượng ly khai do Nga hậu thuẫn tại Donetsk và Lugansk. Các quốc gia phương Tây và các tổ chức như Tổ chức Ân xá quốc tế đã lên án Nga vì những hành động của họ ở Ukraine sau cuộc cách mạng, cáo buộc Nga vi phạm luật pháp quốc tế và vi phạm chủ quyền của Ukraine. Nhiều quốc gia áp dụng các biện pháp trừng phạt kinh tế đối với Nga. Đại hội đồng Liên Hợp Quốc đã thông qua nghị quyết tuyên bố rằng cuộc trưng cầu dân ý không hợp lệ, và sự sáp nhập Crimea vào Nga là bất hợp pháp.
Các động thái của Putin đối với vấn đề Ukraine hoàn toàn mâu thuẫn với tuyên bố trước đó của ông (vào năm 2008, chính Putin đã từng khẳng định rằng Crimea là một phần lãnh thổ không thể tách rời của Ukraine và tuyên bố Nga không hề có ý định xâm phạm chủ quyền của Ukraine) . Giữa năm 2014, tỷ lệ ủng hộ ông Putin đã tăng vọt sau khi Nga sáp nhập Crimea. Với sự kiện sáp nhập Crimea, người dân Nga đã lại có cơ hội để nhớ về vị trí siêu cường như trước đây. Theo TASS, kết quả khảo sát của hãng điều tra VTSIOM công bố ngày 3/8/2017 cho thấy tỉ lệ ủng hộ ông Vladimir Putin ở cương vị Tổng thống Nga là 83,5% vào cuối tháng 7/2017.
Cuối 2014, Nga lâm vào cuộc cuộc khủng hoảng tài chính dẫn tới sự suy giảm nhanh chóng giá trị của đồng rúp Nga đối với các đồng tiền khác trong năm 2014 và suy thoái trong nền kinh tế Nga. Hai trong số những yếu tố chính góp phần vào sự suy giảm kinh tế Nga là do việc các nước phương Tây áp đặt trừng phạt kinh tế do sự can thiệp quân sự của Nga ở Ukraina và việc giảm giá của dầu thô, là mặt hàng xuất khẩu chủ yếu của Nga, giảm giá gần 50% so với mức cao của năm trong tháng 6 năm 2014 đến ngày 16 tháng 12 năm 2014.. Khủng hoảng này đã ảnh hưởng đến nền kinh tế Nga, bao gồm cả người tiêu dùng và các công ty, cũng như có một tác động tiêu cực đến thị trường tài chính toàn cầu. Thực tế đã cho thấy, chính người dân Nga đang phải đối mặt với nhiều khó khăn do tác động của những biện pháp trừng phạt này mang lại. Lệnh cấm vận của Phương Tây cũng đã ảnh hưởng đáng kể đến sản xuất và tiêu dùng của Nga. Việc giá cả sẽ tăng do tình trạng thiếu hụt và lạm phát tăng, dẫn đến tiết kiệm giảm, tiền lương giảm và thất nghiệp gia tăng, hệ quả là chất lượng cuộc sống của người dân Nga giảm sút, đặc biệt là các gia đình trung lưu và những người Nga nghèo. Trong năm 2015, GDP của Nga giảm 3,7%. Vào năm 2016, mức lương trung bình của người Nga bị sụt giảm xuống chỉ còn 450 USD một tháng (so với mức 967 USD một tháng vào năm 2013), thấp hơn cả Trung Quốc và Ba Lan . Tỉ lệ người nghèo ở Nga đang có chiều hướng gia tăng, từ 16.1 triệu người sống dưới mức nghèo trong năm 2015 đã nhảy vọt lên con số 19.2 triệu người vào năm 2016 . Đồng rúp của Nga cũng liên tục mất giá. Tính đến tháng 3 năm 2016, giá trị của đồng rúp chỉ còn bằng 50% so với thời điểm tháng 7 năm 2014 .
Sau 2 năm suy giảm, đến cuối năm 2017, sau những cải cách của chính phủ, kinh tế Nga trên đà hồi phục và có mức tăng trưởng khá khả quan. Bối cảnh quốc tế cũng khả quan hơn khi giá dầu thế giới tăng và lần lượt vượt các mốc 60USD/thùng, 70USD/thùng - cao nhất trong 3 năm qua. Ngân hàng Goldman Sachs đầu năm 2018 dự báo tăng trưởng kinh tế Nga sẽ đạt 3,3% trong năm 2018, cao hơn cả những ước tính của chính phủ nước này. Chi tiêu tiêu dùng đang tăng. Lạm phát đã giảm xuống còn dưới 2%. Tuy vậy theo một cuộc khảo sát với 1.400 nhà quản lý doanh nghiệp ở Nga vào năm 2018, hơn 3/4 số người tham gia khảo sát (tỉ lệ 76%) đã đánh giá tình trạng của nền kinh tế Nga hiện nay là "khủng hoảng và thảm khốc", trong khi chỉ 4% cho rằng nền kinh tế đất nước đang hoạt động tốt .
Vào ngày 30 tháng 9 năm 2015, Tổng thống Putin đã cho phép quân đội Nga can thiệp quân sự vào cuộc Nội chiến Syria, sau khi có lời yêu cầu chính thức của chính phủ Syria nhằm giúp đỡ quân đội nước này chống lại phiến quân Nhà nước Hồi giáo tự xưng và các nhóm thánh chiến được Phương Tây bảo trợ. Đến tháng 3 năm 2017, phần lớn quân đội Nga đã rút khỏi Syria, tuy nhiên Nga vẫn duy trì một nhóm tác chiến không quân và cố vấn quân sự để hỗ trợ quân đội Syria.

### Nhiệm kỳ Tổng thống thứ tư

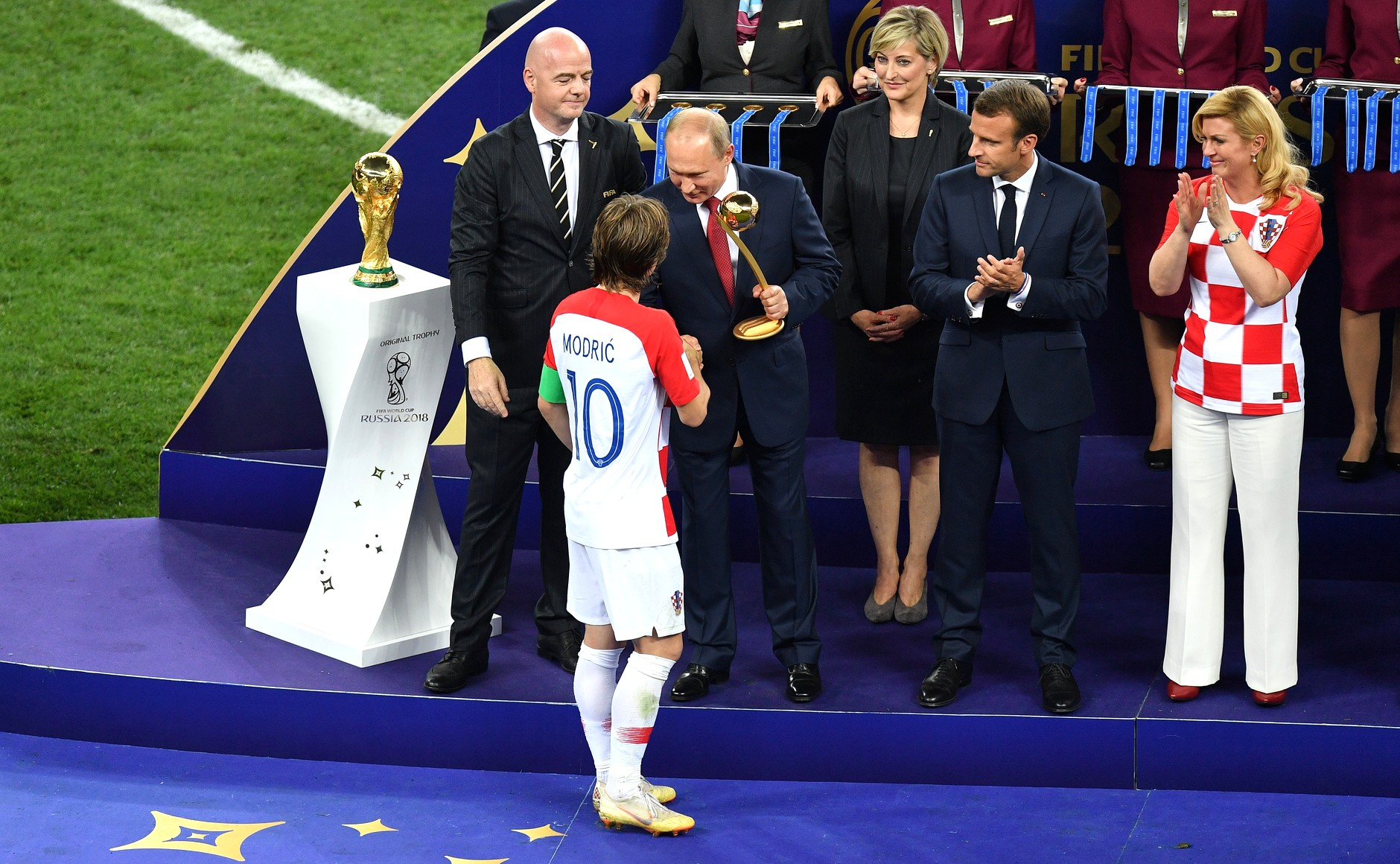
Vladimir Putin trao giải thưởng cầu thủ xuất sắc nhất World Cup 2018 cho Luka Modric. World Cup 2018 là kỳ World Cup đầu tiên được tổ chức tại nước Nga

Putin đã giành được chiến thắng áp đảo trong cuộc bầu cử tổng thống năm 2018 với hơn 76% phiếu bầu. Đảng cộng sản Liên bang Nga cáo buộc cuộc bầu cử đã có sự sắp đặt từ trước để cho Putin giành thắng lợi . Hàng trăm người ủng hộ Đảng Cộng sản Nga đã xuống đường biểu tình phản đối Putin vì họ cho rằng cuộc bầu cử tổng thống Nga có sự gian lận . Nhiệm kỳ thứ tư của Putin bắt đầu vào tháng 5 năm 2018.
Theo một cuộc thăm dò ý kiến ở Nga vào năm 2018, số người dân Nga đặt niềm tin đối với Putin đã sụt xuống trong bối cảnh tăng trưởng kinh tế trì trệ, thu nhập của người dân giảm sút và quyết định tăng tuổi nghỉ hưu của chính phủ vấp phải sự phản đối rộng rãi. Một cuộc khảo sát khác của Trung tâm Levada vào tháng 12 năm 2018 cho thấy 63% người dân ủng hộ chính sách của Putin, tụt giảm so với mức 89% vào tháng 6 năm 2015.
Năm 2018, kinh tế của Nga đã đạt mức tăng trưởng 2,3%, vượt hơn dự báo 1,6% của Ngân hàng Thế giới (WB). Ngân hàng Thế giới cũng dự báo tăng trưởng cho năm 2019 là 1,4%, năm 2020 và 2021 ở mức 1,8%. Nền kinh tế Nga đang phải đối mặt với các nguy cơ cả từ trong và ngoài nước, gồm các lệnh trừng phạt mở rộng, sự xáo trộn tài chính và giá dầu giảm mạnh. Theo WB, việc triển khai thành công và hiệu quả các sáng kiến đầu tư cơ sở hạ tầng của chính phủ cũng góp phần giúp tăng trưởng đầu tư, nếu các dự án quốc gia của Nga được triển khai hiệu quả thì chúng sẽ giúp tăng tốc độ phát triển kinh tế của quốc gia này, nhưng chỉ sau năm 2021.

## Chính sách đối nội

### Chống phong trào cổ vũ đồng tính luyến ái
Năm 2013, nước Nga dưới thời Tổng thống Vladimir Putin đã ra bộ luật cấm mọi hình thức tuyên truyền về đồng tính luyến ái và hôn nhân đồng tính. Bộ luật cấm những sự kiện cổ vũ cho người đồng tính, quy định việc cung cấp những thông tin "tuyên truyền việc về đồng tính nữ, lưỡng tính và chuyển giới" cho trẻ vị thành niên là phạm pháp, đồng thời các sự kiện cổ vũ cho quan hệ đồng tính cũng bị cấm. Đây là một nỗ lực nhằm tuyên dương những giá trị truyền thống của nước Nga và chống lại trào lưu cổ vũ đồng tính luyến ái, đòi hợp pháp hóa hôn nhân đồng tính đến từ các nước phương Tây, mà Chính phủ Nga tin rằng đang làm băng hoại giới trẻ và phá hủy nền tảng luân lý gia đình của nước Nga, khiến nước Nga suy yếu Bộ luật cấm tuyên truyền đồng tính đã được Duma Quốc gia Nga (Hạ viện Nga) thông qua với số phiếu tuyệt đối 436 thuận - 0 phiếu chống, và 88% người dân Nga được phỏng vấn đã bày tỏ ủng hộ đối với lệnh cấm Bên cạnh đó, từ năm 2015, Chính quyền thành phố Moskva và quốc hội Nga đã đề ra Ngày tình yêu gia đình để tập hợp các chiến dịch tuyên truyền bảo vệ giá trị gia đình truyền thống, ngăn chặn sự truyền bá của các nhóm hoạt động đồng tính, các tổ chức phi chính phủ đòi hợp pháp hóa hôn nhân đồng tính.
Tổng thống Nga Vladimir Putin lý giải:
"Vấn đề đồng tính ở Nga đã được cố tình phóng đại từ bên ngoài vì những lý do chính trị, và tôi tin rằng, đó không phải là những mục đích tốt... Tôi không thấy bất cứ điều gì phản dân chủ trong hành vi pháp lý này. Tôi tin rằng chúng ta nên để trẻ em sống trong yên bình. Chúng ta cần phải cung cấp cho trẻ em một cơ hội để phát triển, giúp trẻ em nhận ra mình là ai và có quyền đưa ra quyết định cho mình. Trẻ em muốn sống trong một cuộc hôn nhân tự nhiên bình thường hay là một cuộc hôn nhân phi truyền thống? Đó là điều duy nhất tôi muốn nói" Putin cho biết chính sách cấm đồng tính luyến ái là vấn đề quan trọng cho việc duy trì dân số đất nước: "Người châu Âu đang chết dần (do già hóa dân số)... và hôn nhân đồng tính không thể tạo ra trẻ em", "chúng tôi có sự lựa chọn cho riêng chúng tôi (nước Nga), và chúng tôi đã làm thế vì đất nước của chúng tôi".
Năm 2020, ông Putin tiếp tục khẳng định nước Nga sẽ không cho phép hôn nhân đồng tính. Trong Hiến pháp Nga sửa đổi năm 2020 do Putin chủ trì xây dựng, định nghĩa về hôn nhân đã ghi rõ: hôn nhân là sự kết hợp "giữa một người nam và một người nữ", quy định này sẽ ngăn chặn mọi ý đồ hợp pháp hóa hôn nhân đồng tính ở Nga (vì sẽ vi phạm Hiến pháp). Hơn 78% cử tri Nga đã bỏ phiếu đồng ý Hiến pháp Nga sửa đổi này Putin nói:
"Liên quan đến vấn đề 'phụ huynh số 1' và 'phụ huynh số 2', thì tôi đã nói công khai về điều này và tôi sẽ nhắc lại một lần nữa: chừng nào tôi còn làm tổng thống thì điều này sẽ không xảy ra. (Một đứa trẻ) sẽ phải có cha và mẹ."
Ngày 24 tháng 7 năm 2023, Tổng thống Vladimir Putin đã ký ban hành Luật cấm chuyển giới tại Nga. Theo đó, nước Nga sẽ cấm thực hiện chuyển đổi giới tính và thay đổi giới tính trên giấy tờ tùy thân, trừ ngoại lệ là những người bị dị tật bẩm sinh ở bộ phận sinh dục. Các nhà lập pháp Nga nêu lý do ban hành luật này là nhằm bảo vệ các giá trị truyền thống của nước này trước "tư tưởng chống gia đình của phương Tây" Một nguồn tin cho biết luật mới sẽ không chỉ để bảo vệ giá trị gia đình mà còn đảm bảo nguồn nhân lực cho quân đội Nga. Kể từ khi chiến tranh Nga-Ucraina năm 2022 nổ ra, đã có sự gia tăng đáng kể việc nam giới Nga trả tiền cho các phòng khám tư nhân để được cấp giấy xác nhận là người chuyển giới, sau đó họ có thể thay đổi giới tính trên giấy tờ tùy thân để trốn nghĩa vụ quân sự Chủ tịch Duma Quốc gia Nga Vyacheslav Volodin ủng hộ luật này, và cho rằng nền công nghiệp chuyển giới đã gây ảnh hưởng xấu tới xã hội, khi số ca phẫu thuật chuyển giới ở Mỹ đã tăng 50 lần trong 10 năm qua, khoảng 1,4% thiếu niên Mỹ từ 13 - 17 tuổi đã tự coi mình là người chuyển giới vào năm 2022. Ông cho rằng "Đây là con đường dẫn đến sự suy thoái của một quốc gia", và luật cấm chuyển giới được Nga ban hành để tránh viễn cảnh tương tự
Tại Hội nghị quốc tế Valdai ngày 21/10/2021, ông Putin tuyên bố phong trào cổ vũ hôn nhân đồng tính, chuyển giới sẽ gây ra sự phá hủy nền tảng đạo đức gia đình, gây ra những hậu quả to lớn không thể lường trước cho xã hội
Điều thực sự quái dị là trẻ em được dạy dỗ ngay từ nhỏ rằng một cậu bé có thể dễ dàng trở thành một cô gái và ngược lại... Họ làm như vậy trong khi ngăn cản cha mẹ khỏi quá trình này và buộc đứa trẻ phải đưa ra những quyết định có thể đảo lộn cả cuộc đời của chúng. Họ thậm chí không thèm tham khảo ý kiến của các nhà tâm lý học trẻ em - một đứa trẻ ở độ tuổi này thậm chí có khả năng đưa ra quyết định kiểu này không? Nói thẳng ra, điều này cấu thành tội ác chống lại loài người, và nó đang được thực hiện dưới danh nghĩa và dưới ngọn cờ "tiến bộ".
Một lần nữa, đối với người Nga chúng tôi, đây không phải là một sự suy đoán, mà là những bài học từ lịch sử gian lao và đôi khi bi thảm của chúng tôi. Chi phí cho các thử nghiệm xã hội không hợp lý (hôn nhân đồng tính, chuyển giới) đôi khi vượt quá cả tưởng tượng. Những hành động như vậy không chỉ có thể phá hủy vật chất, mà cả nền tảng tinh thần cho sự tồn tại của con người, để lại những đống đổ nát về mặt đạo đức mà về lâu dài không gì có thể thay thế được.

## Chính sách đối ngoại

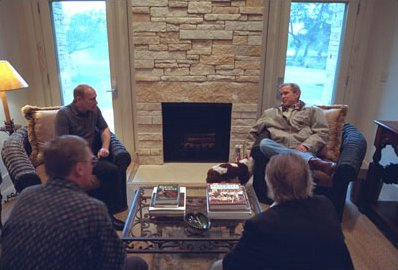
Putin và Tổng thống Hoa Kỳ George W. Bush tại Nhà thờ nông trại

Trong khi tổng thống Putin bị một số nhân vật đồng nhiệm phương Tây chỉ trích là chuyên quyền, các mối quan hệ của ông với Cựu Tổng thống Hoa Kỳ George W. Bush, cựu Thủ tướng Đức Gerhard Schröder, Cựu Tổng thống Pháp Jacques Chirac, và cựu Thủ tướng Italy Silvio Berlusconi rõ ràng là thân thiện. Mối quan hệ của Putin với cựu Thủ tướng của Đức, bà Angela Merkel, được cho là "lạnh" và theo "kiểu thương mại" hơn so với quan hệ với Gerhard Schröder.
Trong thời gian nhiệm kỳ của mình, Putin đã tìm cách tăng cường quan hệ với các nước thành viên khác thuộc Cộng đồng các quốc gia độc lập. Vùng "đệm" với ảnh hưởng truyền thống của Nga một lần nữa lại trở thành chính sách đối ngoại ưu tiên thời Putin, khi EU và NATO đã mở rộng ảnh hưởng ra đa phần các quốc gia vùng Trung Âu và gần đây là cả các nước Baltic. Trong khi khôn khéo chấp nhận sự mở rộng của NATO tới các nước Baltic, Putin tìm cách tăng cường ảnh hưởng của Nga tại Belarus và Ukraina.
Putin đã làm nhiều người theo chủ nghĩa quốc gia Nga và cả bộ trưởng quốc phòng của ông bất ngờ, khi ngay sau Các vụ tấn công ngày 11 tháng 9 năm 2001 tại Hoa Kỳ, đồng ý thành lập các căn cứ quân sự liên minh tại Trung Á trước và trong khi diễn ra cuộc tấn công quân sự do Mỹ tiến hành vào Afghanistan. Những người theo chủ nghĩa quốc gia Nga phản đối bất kỳ sự hiện diện quân sự Hoa Kỳ nào tại lãnh thổ thuộc Liên Xô cũ, và đã hy vọng rằng Putin sẽ giữ người Mỹ bên ngoài các nước cộng hòa Trung Á, hay ít nhất buộc Washington phải đảm bảo rút quân ngay lập tức khi hoàn thành sứ mệnh. Mặt khác, Putin ủng hộ cuộc chiến tranh chống khủng bố của chính phủ Hoa Kỳ , và đã bày tỏ sự chia buồn sâu sắc tới các nạn nhân của vụ khủng bố kinh hoàng tại Mỹ.
Trong cuộc Khủng hoảng Iraq năm 2003, Putin phản đối hành động xâm lược Iraq của Washington khi chưa có một nghị quyết của Hội đồng Bảo an Liên Hợp Quốc cho phép rõ ràng một sự sử dụng quân sự như vậy. Sau cuộc chiến này được chính thức tuyên bố kết thúc, Tổng thống Hoa Kỳ George W. Bush đã yêu cầu Liên hiệp quốc dỡ bỏ lệnh cấm vận Iraq. Putin ủng hộ thực hiện việc này theo đúng trình tự, cho rằng phái bộ Liên hiệp quốc đầu tiên phải có cơ hội hoàn thành công việc tìm kiếm vũ khí hủy diệt hàng loạt tại Iraq.
Trong cuộc Bầu cử tổng thống Ukraine, 2004, Putin đã tới thăm Ukraine hai lần trước đó để bày tỏ sự ủng hộ Thủ tướng Ukraine Viktor Yanukovych và đã chúc mừng ông trong cái gọi là chiến thắng trước khi các kết quả bầu cử chính thức được ông bố. Sự ủng hộ trực tiếp của Putin với ứng cử viên thân Nga Yanukovych đã bị chỉ trích rộng rãi và bị coi là sự can thiệp trái phép vào các công việc nước Ukraine hậu Xô viết.
Năm 2008, Putin đem quân can thiệp vào cuộc nội chiến tại Gruzia, ủng hộ hai tỉnh Nam Ossetia và Abkhazia ly khai khỏi quốc gia này. Hành động can thiệp quân sự này của Nga bị các nước Phương Tây phản đối quyết liệt. Vào ngày 26 tháng 8 năm 2008, trong khoảng thời gian đình chiến, Nga đã chính thức công nhận nền độc lập của Nam Ossetia và Abkhazia. Gruzia bác bỏ hoàn toàn động thái này để bảo toàn sự toàn vẹn lãnh thổ của họ; một số quốc gia phương Tây như Hoa Kỳ và Đức cũng phản đối quyết định này và cho rằng nó vi phạm luật pháp quốc tế. Toàn bộ 7 nước thuộc khối G7 cũng lên án Nga đang xâm phạm quyền toàn vẹn lãnh thổ của Gruzia khi công nhận nền độc lập tại hai tỉnh ly khai Nam Ossetia và Abkhazia của Gruzia.. 189 trên tổng số 193 quốc gia thành viên của Liên Hợp Quốc (ngoại trừ Nga, Venezuela, Nicaragua, và Nauru) cũng không công nhận nền độc lập của Nam Ossetia mà vẫn tiếp tục xem lãnh thổ này là một bộ phận lãnh thổ không thể tách rời của Gruzia .
Đến năm 2014, nước Nga can thiệp vào cuộc khủng hoảng tại Ukraine thông qua việc hỗ trợ quân ly khai ở các tỉnh miền Đông, sáp nhập vùng Crimea của Ukraine vào lãnh thổ Liên bang Nga sau cuộc trưng cầu dân ý của người dân địa phương bất chấp sự phản đối của các nước phương Tây.
Năm 2015, quân đội Nga được cử sang Syria hỗ trợ quân đội chính phủ nước này trong cuộc Nội chiến Syria. Đây là hành động đánh dấu việc Nga đã quay trở lại trong cuộc đua giành quyền ảnh hưởng tại khu vực Trung Đông.

### Vấn đề Chechnya
Xem thêm: Chiến tranh Chechnya lần thứ hai.
Việc Putin lên nắm quyền chỉ đạo chính phủ vào tháng 8 năm 1999 trùng khớp với sự tái hiện tình trạng gây hấn của cuộc xung đột hầu như đã yên tĩnh tại Bắc Caucasus, khi những người Chechnya tập hợp với nhau và xâm nhập nước Daghestan láng giềng. Cả trong nước Nga và bên ngoài, uy tín của Putin trước công chúng ngày càng tăng qua cách xử lý cứng rắn nhiệm vụ khó khăn này.
Trong chiến dịch vận động bầu cử Duma mùa thu năm 1999, các phương tiện truyền thông đại chúng do Kremlin kiểm soát hoặc có liên minh với họ đã cáo buộc các đối thủ chính của Putin không cương quyết với chủ nghĩa khủng bố. Khi đã lên nắm quyền tổng thống ngày 31 tháng 12 năm 1999, Putin đã thực hiện một cuộc viếng thăm chưa từng có tới doanh trại quân đội Nga ở Chechnya; một trong những hình ảnh sớm nhất mà dân chúng Nga thấy được là vị tổng thống tạm quyền của họ đang giới thiệu những con dao săn cho các binh sĩ. Suốt mùa đông năm 1999, chính phủ Putin thường xuyên tuyên bố thắng lợi đã ở gần tầm tay. Quân đội Nga đã chiếm được thủ đô Grozny, sau một cuộc vây hãm từ cuối năm 1999 đến tháng 2 năm 2000.
Các nhóm nhỏ phiến quân Chechnya tiếp tục đánh du kích ở khu vực Bắc Kavkaz trong 9 năm tiếp theo. Cho đến năm 2009, về cơ bản quân Nga đã dập tắt được phiến quân Chechnya.

### Chống lại ảnh hưởng của phương Tây
Theo báo Pravda của Nga, Quỹ Dân chủ Mỹ (NED - National Endowment for Democracy) có mặt trên khắp đất nước Nga, thâm nhập vào diễn biến chính trị ở Nga hiện nay, giúp đỡ "trung tâm tin tức quốc tế" đặt tại Moskva để hơn 80 tổ chức phi chính phủ xuyên quốc gia có thể tận dụng "trung tâm tin tức" này để tổ chức họp báo về các vấn đề. Tổ chức này cũng tài trợ cho nhiều tổ chức thanh niên và các buổi thảo luận dưới nhiều hình thức khác nhau với mục đích "bồi dưỡng thế hệ lãnh đạo mới cho đất nước Nga". Chỉ trong năm 2010, NED tiêu tốn 278.300 USD để tài trợ cho hàng chục chương trình như thế này trên khắp đất nước Nga. Theo học giả người Mỹ Frederick William Engdahl thì "Washington không muốn Moscow xuất hiện kẻ mạnh. Sự trở lại của Putin sẽ trở thành chướng ngại lớn nhất của Mỹ và châu Âu... Đối với Washington, nước Nga có dân chủ thật sự hay không không quan trọng. Quan trọng nhất là phải lật đổ chướng ngại vật lớn nhất ngăn cản kế hoạch của Mỹ - Putin".
Năm 2006, Chính phủ Nga đã quyết định cấm hoạt động tổ chức Giám sát nhân quyền, Ân xá quốc tế, Viện Cộng hòa quốc tế... cùng hơn 90 tổ chức phi chính phủ (NGO). Một trong những nguyên nhân chính là sự can thiệp vào nội bộ Nga của các tổ chức NGO này. Tuy gọi là "phi chính phủ" nhưng các tổ chức thuộc dạng này ngày càng liên hệ chặt chẽ với chính phủ nhiều nước, thậm chí hiện diện trong các chiến dịch tranh cử tại Nga chứ không đơn thuần hoạt động nhân đạo. Tờ The Economist đã đưa ra câu hỏi rằng liệu có phải vài NGO là bù nhìn của (một số) chính phủ đối thủ của Nga. Một trong những nguyên nhân chính của hiện tượng bùng nổ NGO trong vài năm gần đây là do sự tài trợ từ các chính phủ phương Tây nhằm can thiệp vào nội bộ nước Nga
Trả lời phỏng vấn CNN, Putin nói rằng ông chống lại các giá trị văn hóa ngoại lai du nhập từ phương Tây, bởi nó sẽ gây băng hoại văn hóa truyền thống Nga, làm nước Nga suy đồi. Ông nói:
Tôi muốn nhắc lại đôi điều mà tôi đã phát biểu trong Diễn văn đọc tại Quốc hội Liên bang: Vâng, đây là một cách tiếp cận bảo thủ, nhưng tôi muốn nhắc bạn về những phát ngôn của nhà triết học Nga Berdyaev rằng: chủ nghĩa bảo thủ không cản trở sự chuyển động về phía trước và tiến lên trên mà nó giúp ngăn chặn sự chuyển động thụt lùi và đi xuống. Theo tôi, đó là một công thức rất tốt, và nó là công thức mà tôi đề xuất. Chẳng có gì bất thường với chúng tôi ở đây. Nga là đất nước có một nền văn hóa cổ đại rất sâu sắc, và nếu chúng tôi muốn trở nên mạnh mẽ và phát triển một cách tự tin, chúng tôi phải dựa vào nền văn hóa và những truyền thống này, chứ không chỉ tập trung vào tương lai."
Hiến pháp năm 2020 do Putin chủ trì sửa đổi cũng bổ sung điều khoản "bảo vệ sự thật lịch sử", cấm "xem thường những người anh hùng đã bảo vệ Tổ quốc", quy định này nhằm chống việc xét lại lịch sử, phủ nhận vai trò của Liên Xô trong thắng chủ nghĩa phát xít ở Thế chiến II.

## Đời tư

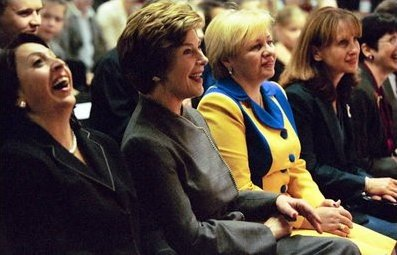
Bella Kocharian (Armenia), Laura Bush, Lyudmila Putina và Zorka Parvanova (Bulgaria) (từ trái sang) trong chương trình viết về thiếu nhi-Book Festival hosted của Mrs. Putina, 1 tháng 10 năm 2003, Moskva.

Putin nói tiếng Đức hầu như tương đương tiếng mẹ đẻ, và tiếng Anh ở mức trung bình.
Vợ Putin là Lyudmila Putina, một cựu tiếp viên hàng không và giáo viên dạy tiếng Đức, sinh tại Kaliningrad, (trước kia là Königsberg). Họ có hai con gái, Marya (sinh 1985) và Yekaterina (Katya) (sinh 1986 tại Dresden). Hai người theo học Trường Đức tại Moskva (Deutsche Schule Moskau) cho tới khi ông được chỉ định làm thủ tướng. Tin ngày 7.6.2013 trên BBC cho biết, Putin và vợ đã tuyên bố ly dị sau gần 30 năm chung sống. Ngày 02.04.2014, phát ngôn viên của Putin, ông Dmitri Peskow, loan báo ở Moskva 2 người đã chính thức ly dị.
Putin là một thành viên của Giáo hội Chính thống giáo Nga. Cha của ông là một "người vô thần hăng hái" nhưng mẹ ông là một "tín hữu Chính thống giáo nhiệt thành". Dù bà không giữ các bức linh ảnh tại nhà nhưng bà dự lễ nhà thờ thường xuyên, bất chấp việc chính quyền Xô viết đàn áp Giáo hội khi đó. Bà đảm bảo cho việc Putin được báp têm hồi nhỏ và thường đưa ông đi dự lễ. Cha ông biết điều này nhưng phớt lờ đi. Theo tự sự của Putin, sự chấn hưng cảm thức tôn giáo của ông diễn ra sau tai nạn xe hơi nghiêm trọng của vợ năm 1993 và càng sâu sắc hơn sau một đám cháy lớn nguy hiểm tới tính mạng tại ngôi nhà vùng nông thôn dacha của ông vào tháng 8 năm 1996.
Katerina Tikhonova, con gái út Putin, lấy Kirill Shamalov vào tháng 2 năm 2013, con trai một người bạn của ông. Nhờ quan hệ này, theo thông tấn xã Reuter, Kirill vay được khoản tiền hơn 1 tỉ USD từ một ngân hàng để mua cổ phần của công ty hóa dầu Sibur, một doanh nghiệp lớn của Nga. Chỉ trong vòng 18 tháng, con rể Putin đã nắm giữ được một lượng lớn cổ phần trị giá 2,85 tỉ USD của Sibur.

### Tập võ Nhu đạo
Một trong những môn thể thao ưa thích của Putin là môn võ nhu đạo (judo). Putin đã bắt đầu tập judo khi mới 13 tuổi và tiếp tục tập luyện tới tận ngày nay. Putin đã thắng trong những cuộc tỉ thí tại quê nhà Leningrad (hiện nay là Sankt-Peterburg), gồm cả giải vô địch dành cho trẻ em tại Leningrad. Ông là chủ tịch của Yawara Dojo, võ đường tại Sankt-Peterburg nơi ông từng luyện tập thời trẻ. Một cuốn sách do Putin đồng tác giả về môn thể thao ưa thích của mình, đã được xuất bản bằng tiếng Anh với tựa đề Judo: Lịch sử, Lý thuyết, Thực hành.
Dù ông không phải là lãnh đạo thế giới đầu tiên luyện tập judo, Putin là nhà lãnh đạo thứ nhất đạt tới những cấp bậc cao trong môn này. Hiện nay ông mang đai đen (dan thứ 6) và giỏi nhất đòn Harai Goshi, một cách quật ném bằng hông.
Sau một chuyến thăm nhà nước tới Nhật Bản, Putin đã được mời tới Học viện Judo Kodokan để trình diễn trước các học viên và quan chức Nhật Bản nhiều kỹ thuật judo.
Ngoài Judo ra ông còn học karate hệ phái kyokushin-kan và được bát đẳng huyền đai là đẳng thứ 8 trong 10 đẳng

### Sở thích
Putin đeo một chiếc đồng hồ Patek Philippe Calatrava trị giá 60.000 dollar Mỹ, gần tương đương mức lương tổng thống của ông. Dù là người thuận tay phải, ông đeo đồng hồ trên tay phải bởi vì "...nếu tôi đeo nó trên cổ tay trái, cái núm nhỏ để lên dây cót sẽ chạm vào tay và cọ xát vào nó."
Trong quãng thời gian từ 1985 đến 1990, Putin được Ủy ban an ninh quốc gia Nga cử đi công tác tại Dresden (Đông Đức cũ). Tại đó, Putin đã có rất nhiều kỷ niệm như việc cô con gái thứ 2 Yekaterina của ông cũng được sinh ra tại chính mảnh đất Đông Đức (cũ). Là một người đam mê thể thao, Putin đã dành tình cảm của mình cho CLB FC Schalke 04 của Đức, dù đó là giai đoạn mà đội bóng vùng Ruhr không giành được những thành tích nổi trội.
Putin ngày 14 tháng 10 năm 2009, đưa ra đề nghị là Trung Quốc, các nước Trung Á và Nga nên tổ chức một cuộc thi hát hàng năm để có thể gia tăng các mối liên lạc văn hóa. Putin cũng đề nghị là cuộc thi hát này có thể được gọi là "Intervision" để đối đầu với cuộc thi hát nổi tiếng thường niên của lục địa châu Âu mang tên Eurovision. Một cuộc thi như vậy sẽ cho thấy các nam, nữ ca sĩ Trung Quốc tranh tài với các ca sĩ Uzbek, Tajik, Kazakh, Nga và Kyrgyz. Thông tấn xã Interfax tường thuật lời của Putin, nói thêm là: "Việc tổ chức một cuộc thi hát quốc tế hiện đại, Intervision, sẽ củng cố các mối liên lạc văn hóa giữa các nước chúng ta." Cuộc thi hát hàng năm của lục địa châu Âu, Eurovision, được khởi đầu từ năm 1956, đã thu hút mỗi lần cả trăm triệu khán giả truyền hình, không những của lục địa châu Âu, mà cả của thế giới nữa. Moskva cũng sau đó tổ chức cuộc thi hát Eurovision 2009 này, vào tháng 5 năm 2008.

### Sở thích cởi trần

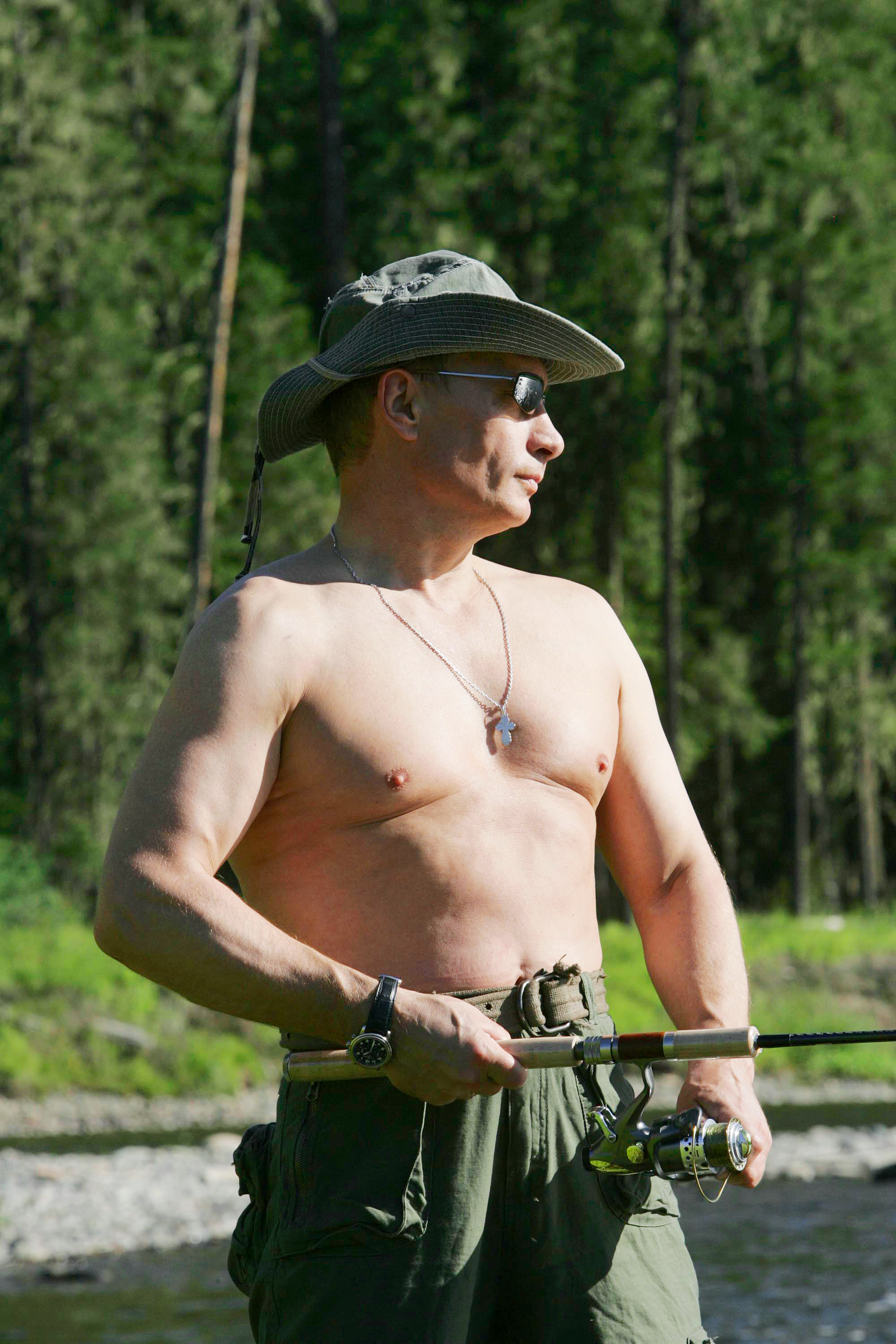
Putin trong một cuộc câu cá ở Tuva tháng 8 năm 2007

Putin có sở thích là cởi trần khi đi dã ngoại. Vào đầu tháng 8 năm 2009, Putin đã gây sự chú ý thường chỉ dành cho các anh hùng các loại phim hành động ở Hollywood khi điện Kremlin công bố hình ảnh ông câu cá, bơi lội, chèo thuyền và cưỡi ngựa trong lúc cởi trần khoe ngực trong vùng núi Siberia và được các cơ quan truyền thông thế giới sử dụng tối đa. Trong chuyến viếng thăm ngắn ngủi đến vùng đồng cỏ và sông suối ở Cộng hòa Tuva thuộc Nga, vị thủ tướng đã cởi áo để bổ củi, cưỡi ngựa và bơi bướm dưới suối, tất cả để cho các máy hình của chính phủ tha hồ chụp.
Hai đài truyền hình nhà nước Nga đã loan tải hình ảnh những giờ phút hưởng nhàn của Putin vào tối ngày 4 tháng 8, và chỉ trong vài giờ, tất cả mọi cơ quan truyền thông thế giới, từ đài BBC cho đến các tờ báo lá cải đều vội vã khai thác, một phần cũng vì có sự hấp dẫn trong một tháng bị chậm tin - tháng 8 thường là tháng ít tin nhất trong năm. Giới truyền thông Tây Phương có vẻ bị lôi cuốn bởi hình ảnh là một cựu trung tá tình báo KGB nói năng cứng rắn, được coi là sức mạnh cầm quyền thực sự đằng sau cái ngai của Tổng thống Dmitry Medvedev, lại cởi áo khoe hầu như hết cả, cho quần chúng ngưỡng mộ.
Và việc cởi áo khoe thân hình của Putin có vẻ cũng cho thấy ông nay đã đứng cùng hàng ngũ với các chính trị gia thế giới được truyền thông săn đuổi, như Tổng thống Hoa Kỳ Barack Obama và Tổng thống Pháp Nicolas Sarkozy. Ngay cả trang web chuyên bàn tán đời tư giới tài tử Hollywoood cũng nhập cuộc, bằng cách diễu cợt ngực của vị thủ tướng. "Người đàn ông 56 tuổi này đã khoe vũ khí hủy diệt của mình, còn được gọi là cặp vú, bằng cách cưỡi ngựa khi cởi trần lúc đang đi nghỉ ở Siberi." Tờ National Post ở Canada tường thuật rằng Putin "rõ ràng là khoái được chụp hình... Những hình ảnh này có nhiều và người cựu nhân viên KGB này rất dễ dàng để cho ra một cuốn lịch của mình."

### Thường xuyên trễ giờ
Putin mang tiếng là thường xuyên trễ giờ, thậm chí là cả cuộc hẹn với các nguyên thủ quốc gia và lãnh đạo tôn giáo. Nhiều nhà lãnh đạo châu Âu thường phải đợi ông trên dưới một tiếng. Ngoại trưởng Mỹ John Kerry phải đi dạo ở Quảng trường Đỏ ba giờ để được gặp Putin, còn cựu Tổng thống Ukraina Viktor Yanukovych thậm chí từng phải đợi bốn giờ. Hai lần hội kiến Giáo hoàng Phanxicô ông cũng đều đi trễ. Danh sách những người từng phải đợi Putin khi hội họp còn có cả các nữ chính khách như Nữ hoàng Anh Elizabeth II, Tổng thống Hàn Quốc Park Geun-hye hay Thủ tướng Đức Angela Merkel. Thậm chí, ngay đến cả vợ cũ của ông, bà Lyudmila Putina cũng từng kêu than rằng ông Putin thường xuyên cho bà "leo cây" ngay từ những lần hẹn hò đầu tiên.
BBC năm 2013 có dẫn một nguồn tin thân cận với Putin nói rằng, Putin trễ hẹn là hệ quả của việc ông quá tỉ mỉ. Theo nguồn tin này, trước các cuộc gặp quan trọng, Putin thường kiểm tra kỹ các nguồn thông tin và chi tiết, vì vậy ông luôn đi trễ.

### Tài sản
Các trang tin phương Tây như The Guardian và The Sunday Times của Anh nói rằng Tổng thống Vladimir Putin bị cho là cầm đầu một băng đảng, mà tài sản tổng cộng khoảng 130 tỷ USD.. Theo một phim tài liệu Đài Truyền hình ARD (Đức), người ta phỏng đoán là của cải của ông mà được đứng tên bởi các tay chân thân cận khoảng 40 tỷ USD, trong đó có một lâu đài bên sườn núi, cạnh một hồ, có đường xe thông qua núi chạy lên đó, tổng cộng cả khu vực tốn khoảng 1 tỷ USD.

## Đánh giá

### Các chỉ trích về sự chuyên quyền
Trong bản tường trình thường niên của Tổ chức Theo dõi Nhân quyền (Hoa Kỳ) công bố ngày 31/01/2008, họ cho rằng nước Nga là quốc gia thứ sáu đang có khuynh hướng đi về thể chế độc tài cùng với các nước Pakistan, Kenya, Nigeria, Thái Lan và Bahrain. Giám đốc Human Rights Watch là ông Kenneth Roth nói: "Nước Nga, giống hệt như Kenya, Pakistan hay Nigeria - đang khoác lên mình chiếc áo choàng dân chủ cho những cuộc bầu cử".

## Xếp hạng
- Nhân vật của năm do tạp chí Time bình chọn năm 2007
- Nhân vật có ảnh hưởng thứ nhì năm 2008 do tạp chí Time bình chọn
- Liên tiếp 3 năm (2009, 2010 và 2011) nằm trong danh sách 10 người quyền lực nhất thế giới do tạp chí Forbes bình chọn. Năm 2013, Putin được bầu vào vị trí số một trong Danh sách những người quyền lực nhất thế giới của Forbes.[93]